# نوري الهمداني
حسين النوري الهمداني (1925 همدان) مرجع شيعي إيراني معاصر، تتلمذ في حوزة قم العلمية على يد أساتذتها كالعلامة الطباطبائي، روح الله الخميني، وهو من الشخصيات المبارزة لنظام الحكم البهلوي، اعتقلته قوات الساواك لعدة مرات كما نفي جراء أعماله المناهضة للشاه، يقيم حالياً بمدينة قم، وله العديد من المؤلفات المطبوعة وآخرى لم تطبع باللغتين الفارسية والعربية.

## نشأته
حسين نوري الهمداني، ولد سنة 1925 ميلادي في مدينة همدان الإيرانية، من عائلة متدينة. والده هو الشيخ إبراهيم نوري الهمداني، فكان عالماً ايضاً، عاصر والده الآخوند ملا علي الهمداني، فكانا يسكنان معاً في نفس الحجرة في سكن طلاب العلم.
بدأ بتلقي العلوم في سن السابعة من عمره على يد والده، دخل بعدها إلى مدرسة الآخوند الهمداني، إلا إنه بعد عام ونصف من الدراسة فيها، عزم على الذهاب إلى قم لتحصيل العلوم الدينية في حوزتها العلمية.

## أساتذته
درس على يد العديد من علماء الحوزة العلمية، أمثال:
1. روح الله الخميني
2. محمد حسين الطباطبائي، حضر لديه درس الفلسفة لمدة 5 سنوات.
3. حسين البروجردي
4. محمد اليزدي المعروف بالمحقق الداماد، الذي حضر عنده درس الفقه ووالأصول لمدة 12 سنة.
5. محمد الحجة الكوهكمري.

## أنشطته
قام بتدريس الأوصول، الكلام، الفقه، الأخلاق، ودروس في نهج البلاغة، وحالياً يقوم بتدريس بحث الخارج.
كان نوري الهمداني من الشخصيات المبارزة لنظام الحكم الشاهنشاهي، والمشاركين في الثورة الإسلامية بقيادة أستاذه الخميني، فكان يعمل على نشر وتوزيع مطبوعات استاذه وهو في منفاه تركيا. اعتقل من قبل الساواك وظل معتقلاً لمدة 6 أشهر تقريباً، وبعد أطلاق سراحه ذهب إلى همدان حيث قام بتدريس الطلاب، ونظراً لإزدحام الحضور اعتقل من قبل ساواك همدان واُدع السجن لمدة شهور. وعندما أطلق سراحه منعه النظام البهلوي من إلقاء الدروس والخطب. وبعد مدة رجع إلى مدينة قم. نفي لمرتين إحداهما لخلخال وبعدها إلى سقز في اقليم كردستان.
بُعث لمدة سنتين إلى أوربا ممثلاً لقائد الثورة روح الله الخميني هناك.

## مؤلفاته
من كتبه التي طبعت:
- الخمس
- مسائل من الاجتهاد والتقليد
- الأمر بالمعروف والنهي عن المنكر من نظر الإسلام، باللغة العربية.
- الأمر بالمعروف والنهي عن المنكر من نظر الإسلام، باللفة الفارسية.
- الإسلام المجسم (شرح لأحوال كبار علماء الإسلام)
- مكان المرأة في الإسلام.
- الجهاد، باللغة الفارسية
- الربا.
- علم عصر الفضاء
- عجائب الخِلقة.
- عالَم الخِلقة
- الإنسان والعالَم
- الخوارج من منظار نهج البلاغة
- حركة ثورية في مصر
- القصص التاريخية
- نحن والمسائل اليومية
- بيت المال من منظار نهج البلاغة
- الاقتصاد الإسلامي
- منطق معرفة الله
- الجمهورية الإسلامية
- رسالة توضيح المسائل
- الاستعداد العسكري والحدودي في الإسلام
- ألف مسألة ومسألة فقهية -استفتاءات ج1 و2
- مناسك الحج -عربي
- مناسك الحج -فارسي
- منتخب المسائل -عربي